# علي عبد الكريم الدندشي
علي عبد الكريم الدندشي(١٩٠٧م-٢٠٠٠م). سياسي وبرلماني سوري أحد مؤسسي الحركة الكشفية في سوري.

## ولادته وتحصيله
ولد في قرية باروحة قرب تلكلخ محافظة حمص اليوم) عام 1907. درس في الكلية الإسلامية في بيروت وتعرف فيها على جمعية الكشاف المسلم. درس الحقوق في الجامعة السورية بدمشق. أسس الكشاف المسلم في سوريا عام ١٩٢٩. انتسب إلى عصبة العمل القومي التي تأسست عام ١٩٣٢. أقام أول مخيم كشفي عربي في بلودان عام ١٩٣٨. شارك فرق الكشاف بقيادته في المظاهراتالمعارضة لفرنسا في الثلاثينات والأربعينيات في مقاومة الفرنسيين بعد عدوان أيار ١٩٤٥. أشرف على مشاركة فرق الكشافة في احتفالات الجلاء عام ١٩٤٦.

## عمله ووظائفه
- عُيّن مديراً إدارياً لجيش الإنقاذ عام ١٩٤٧.
- عُيّن نائباً لرئيس جمعية كشاف سوريا ثم رئيساً لها.[3]
- تولّى رئاسة اللجنة الأولمبية السورية في ١٩٤٨-١٩٤٩[4]
- انتخب نائباً عن تلكلخ في الجمعية التأسيسية عام ١٩٤٩
- انتخب عضواً في اللجنة الكشفية العالمية عام ١٩٥١ ومفوضاً إقليمياً لها
- عضو في المجلس النيابي عام ١٩٥٤.
- أول مدير للتربية الرياضية في وزارة المعارف.
- ساهم مع ساطع الحصري في وضع نظام الفتوة في سورية.
- ساهم في تأسيس عدة جمعيات كشفية عربية.[5][6]
- كان صاحب فكرة "عيد الشجرة" التي بدأت بقيام الكشافة بزراعة الأشجار في سهل الزبداني قرب دمشق.
- نائباً في مجلس الأمة إبان الوحدة بين سورية ومصر
- تولى منصب المفوض الإقليمي للكشاف للشرق الأوسط وشمال أفريقيا عام 1959 وحتى عام 1975م.[7][8]

## الاوسمة و الجوائز التي نالها
- الصقر الذهبي
- الذئب البرونزي
- قلادة الكشاف العربي

## وفاته
توفي في ٨ شباط ٢٠٠٠ووري الثرى في مدينة تلكلخ بين أهله الدنادشة، وأقيم له حفل تأبيني في دمشق اشتركت فيه شخصيات عربية وعالمية.